# Bateau à moteur Daimler Marie
Pour les articles homonymes, voir Bateau à moteur, Daimler et Marie.
Le bateau à moteur Daimler Marie (Daimler Motorboot Marie, en allemand) est un bateau de plaisance à moteur gaz de 1888, des inventeurs allemands Gottlieb Daimler et Wilhelm Maybach. Offert au chancelier impérial allemand Otto von Bismarck, il est un des premiers bateaux à moteur à explosion de l'histoire des bateaux.

## Historique
Après avoir conçu leur prototype de moteur à explosion à gaz Daimler monocylindre de 1885, dans leur atelier bureau d'étude de Bad Cannstatt-Stuttgart (actuel musée Daimler de Stuttgart) les deux inventeurs Gottlieb Daimler et Wilhelm Maybach motorisent avec succès divers premiers prototypes de véhicules historiques à moteurs à explosion « sur terre, dans l'eau, et dans les airs » : première moto Daimler Reitwagen (1885), première voiture hippomobile Daimler Motorkutsche (1886), premier bateau Daimler Neckar (1886), premier ballon dirigeable Daimler (1888)...

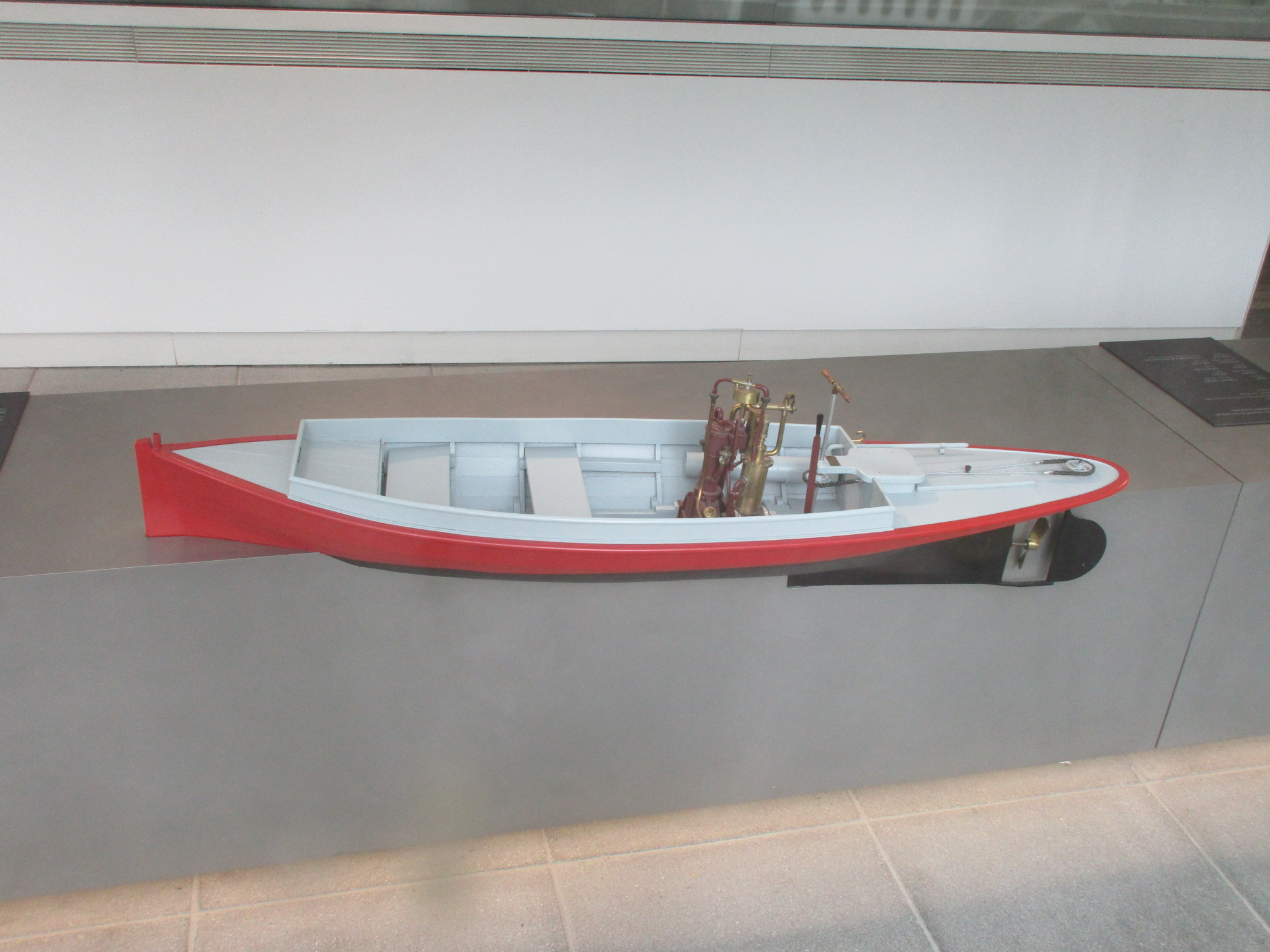
Bateau à moteur Neckar de Daimler (1886) au musée Daimler de Stuttgart.
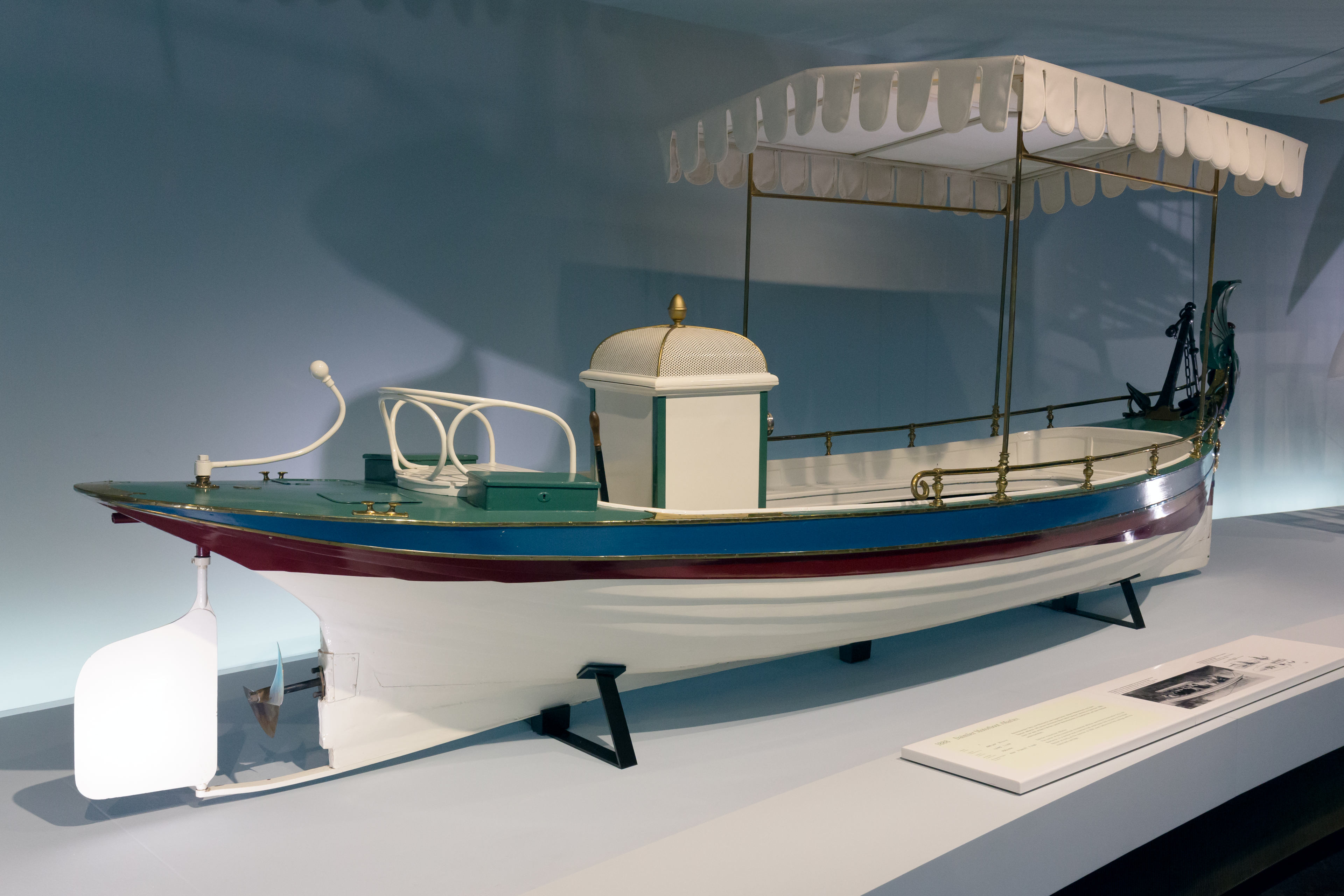
Bateau à moteur Marie de Daimler (1888).
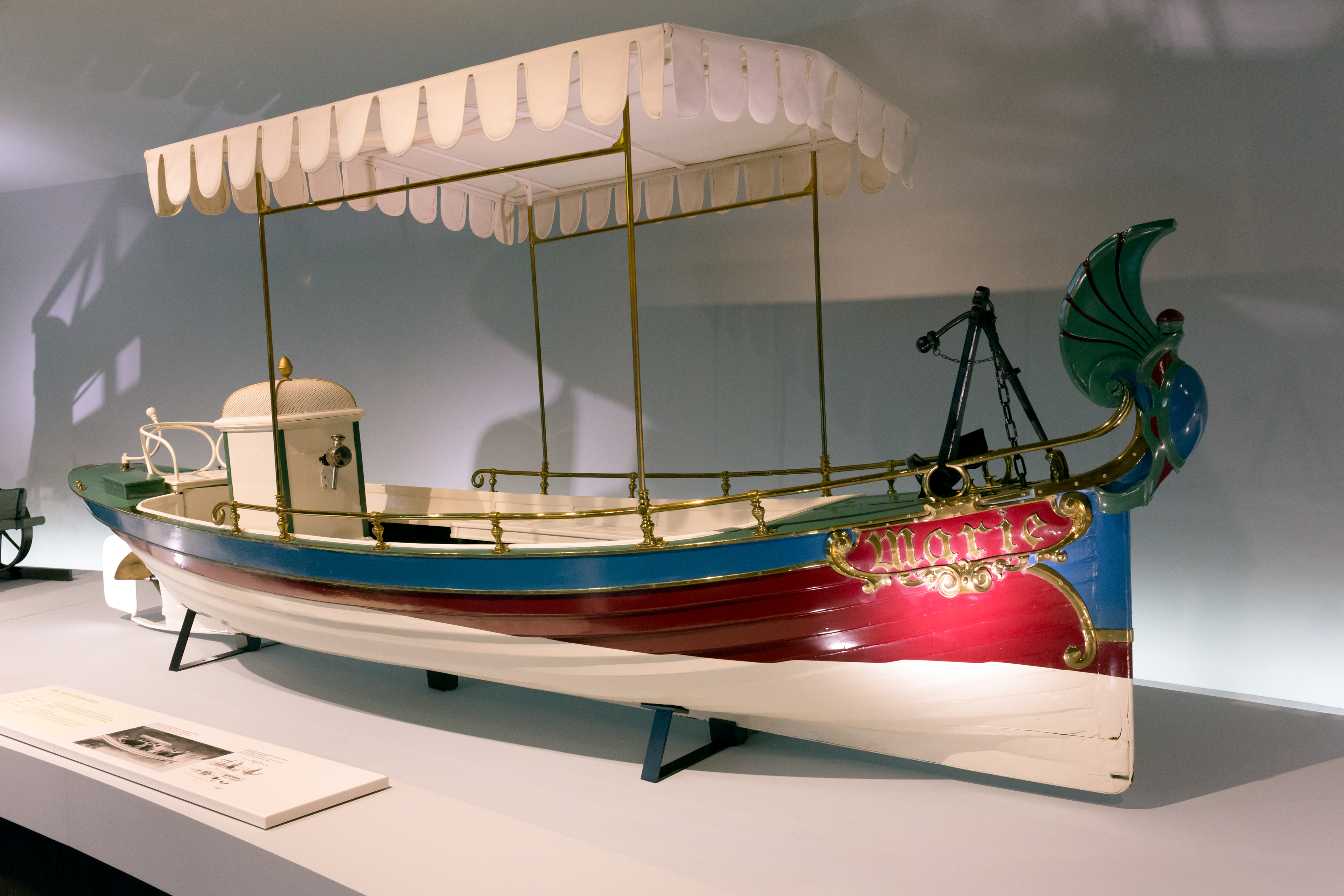
Bateau à moteur Marie de Daimler au musée Mercedes-Benz de Stuttgart.

Fabriqué et vendu à quelques unités, à l'époque de la navigation à voile et des bateaux à vapeur, ils offrent cet exemplaire de 1888 (sorte de pointu, motorisé par leur moteur un cylindre de 489 cm3, pour 1,5 ch et 11 km/h de vitesse de pointe) au chancelier impérial allemand Otto von Bismarck (baptisé du nom de sa fille Marie von Bismarck, ou de sa relation amoureuse avec Marie von Thadden-Trieglaff). 

Atelier-musée Daimler de Stuttgart
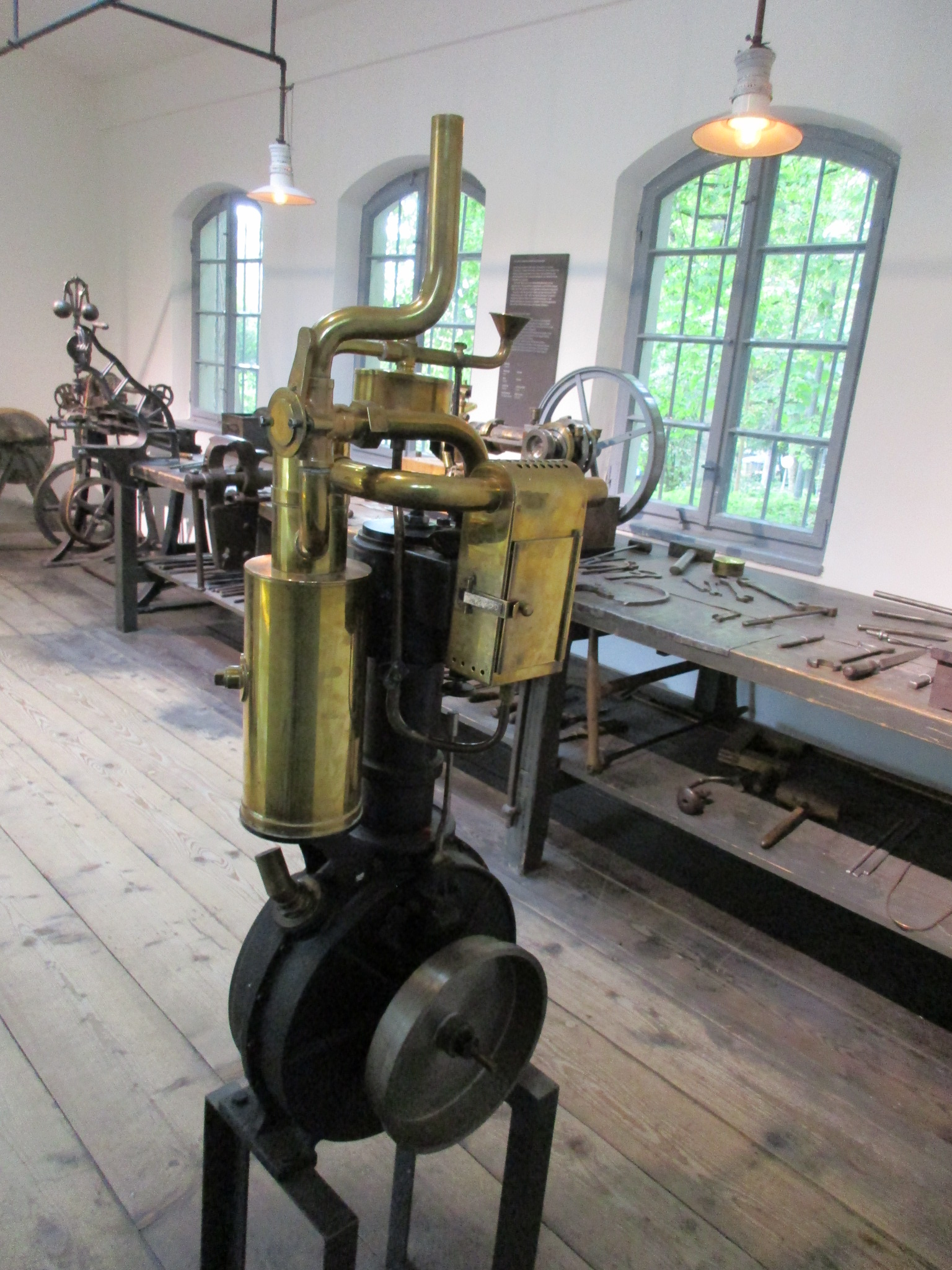
Moteur à gaz Daimler (moteur Daimler Type P) de 1885.
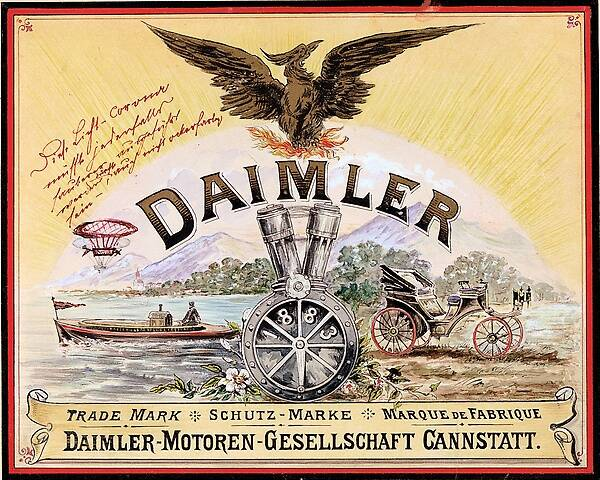
Publicité Daimler-Motoren-Gesellschaft.
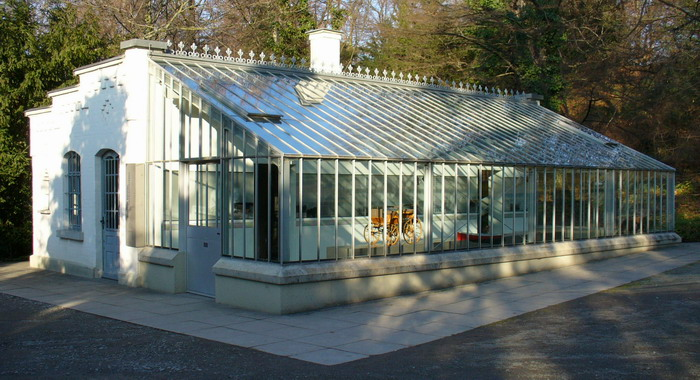
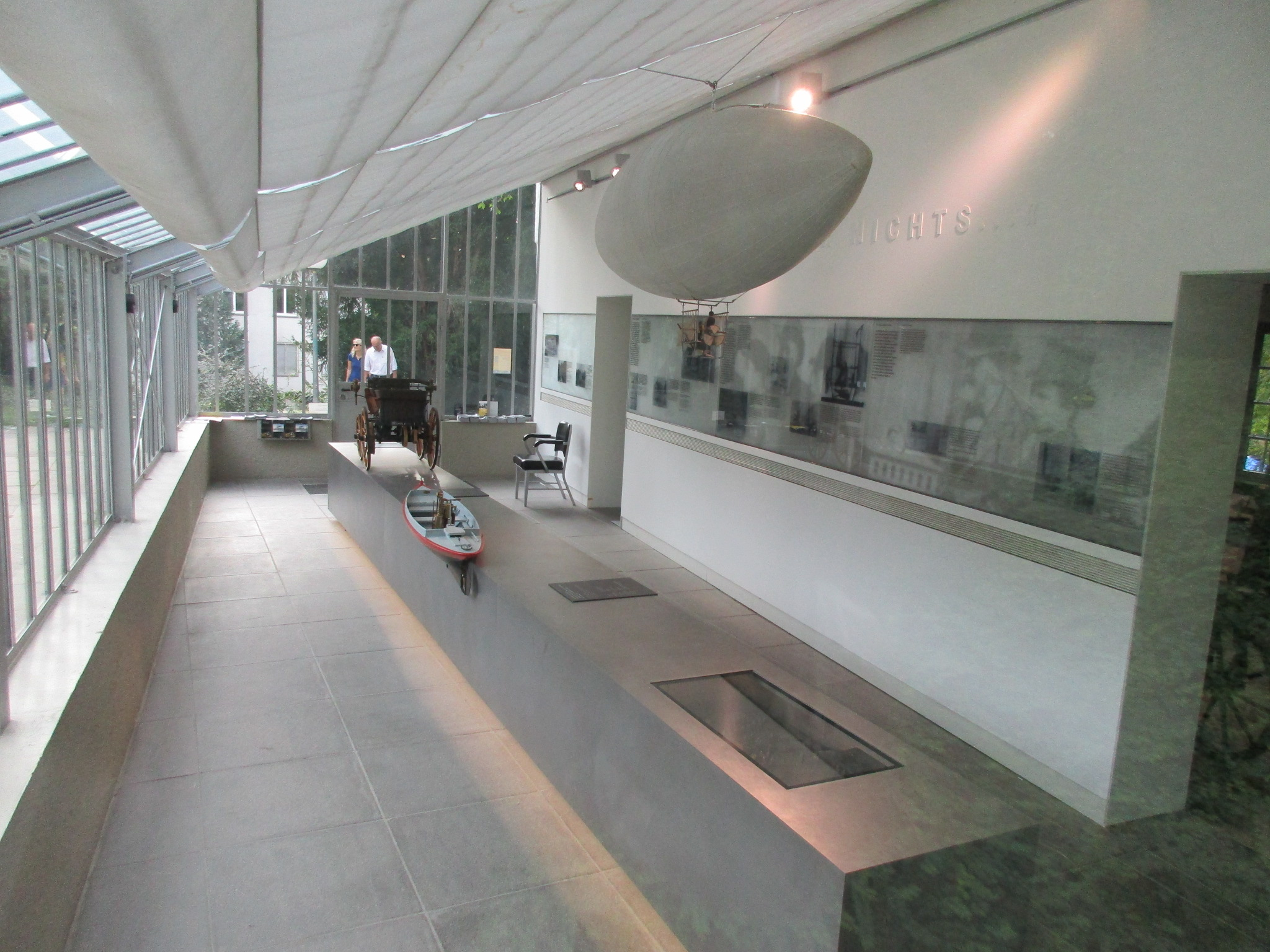

En 1887, les deux inventeurs mettent au point leur moteur Daimler Type P, premier moteur à essence de l'histoire de l'automobile, évolution du précédent, avant de fonder leur industrie automobile Daimler-Motoren-Gesellschaft en 1890 (qui devient Daimler-Mercedes-Benz en 1926 après fusion avec Benz & Cie de Carl Benz). Les moteurs à essence et diesel succèdent  rapidement aux bateaux à voile et à vapeur, et participent à la révolution industrielle du XIXe siècle.

## Musées
Une maquette du prototype de bateau Daimler Neckar de 1886, est à ce jour exposée au musée Daimler de Stuttgart. Le bateau à moteur Daimler Marie est exposé au musée Mercedes-Benz de Stuttgart.